# Jean Racine-Prahm
Jean Prahm (anciennement Jean Racine, née le 20 septembre 1978) est une pilote de bobsleigh américaine qui a concouru de 1996 à 2006. Elle a remporté trois médailles dans l'épreuve des deux femmes aux Championnats du monde FIBT, avec deux médailles d'argent (2000, 2001) et une médaille de bronze (2004). Prahm, alors connue sous son nom de naissance Jean Racine, a remporté le titre de la saison de la Coupe du monde de bobsleigh dans l'épreuve féminine à deux en 1999-2000 et 2000-2001.
Elle a participé deux fois aux Jeux olympiques dans l'épreuve féminine de bobsleigh double, en 2002 et 2006. En 2002, Prahm a participé au bobsleigh féminin lors de sa première apparition en tant que sport olympique. Prahm et sa partenaire, Gea Johnson, ont terminé cinquièmes. En 2006, à Turin, en Italie, Prahm a terminé à la sixième place.

## Palmarès

### Championnats monde
- : médaillé d'argent en bob à 2 aux championnats monde de 2000 et 2001.
- : médaillé d'argent en bob à 2 aux championnats monde de 2004.

### Coupe du monde
- 2 globes de cristal : 
  - Vainqueur du classement bob à 2 en 2000 et 2001.
- 23 podiums[N 1] : 
  - en bob à 2 : 8 victoires, 9 deuxièmes places et 6 troisièmes places.

#### Détails des victoires en Coupe du monde
| Édition   | Bob à 2                      |
| 1998-1999 | Park City Calgary Winterberg |
| 1999-2000 | Calgary Lillehammer Igls     |
| 2004-2005 | Saint-Moritz                 |
| 2005-2006 | Lake Placid                  |